# De geboorte van Christus (Correggio)
De geboorte van Christus is een schilderij van Correggio dat hij tussen 1522 en 1530 maakte. Sinds 1746 maakt het deel uit van de collectie van de Gemäldegalerie Alte Meister in Dresden. Het was de eerste grote voorstelling van een nachtelijke aanbidding der herders in Italië en geldt als een van de meesterwerken uit Correggio's oeuvre. 

## Herkomst
Op 24 oktober 1522 gaf Alberto Pratonieri opdracht voor het schilderij. Het moest een plaats krijgen op het altaar van zijn familiekapel, gewijd aan de geboorte van Christus, in de kerk San Prospero in Reggio Emilia. Het doek werd voltooid in 1530, het jaar waarin de kapel werd ingewijd. Waarschijnlijk was Correggio ook verantwoordelijk voor het ontwerp van de omlijsting. De pilaar in het midden van het schilderij komt aan weerszijden in de lijst terug door twee pilaren die een fronton dragen.
De geboorte van Christus werd een van de beroemdste en meest geïmiteerde schilderijen van Correggio. Bekende schilders zoals Vasari, El Greco en Rubens kwamen het bewonderen ook nadat Francesco I d'Este het in 1640 stiekem verplaatste naar zijn hertogelijke verzameling in Modena en een kopie in de kerk achterliet. Hoewel belangrijke verzamelaars pogingen ondernamen om het doek te kopen, bleef het tot het midden van de achttiende eeuw in Italië. In 1746 verkocht Francesco III d'Este honderd van zijn meesterwerken aan de keurvorst van Saksen Frederik Augustus II, waaronder De geboorte van Christus. Sindsdien wordt het bewaard in de Gemäldegalerie in Dresden, waar het een van de beroemdste werken binnen de collectie is.
In het Fitzwilliam Museum in Cambridge bevindt zich een voorbereidende studie die duidelijk afwijkt van het voltooide werk.

## Voorstelling
Jezus ligt in een bedje van stro, een verwijzing naar de eucharistie, en straalt licht uit dat het hele tafereel verlicht. Het gezicht van Maria, die haar zoon in de armen houdt, verbleekt erdoor. Aan de linkerkant staat een groep herders, waarvan de bebaarde figuur in dezelfde positie is afgebeeld als Hiëronymus op Correggio's Madonna van de heilige Hiëronymus (Galleria nazionale, Parma). De vrouw in hun midden wordt zo verblind door het licht dat ze een hand naar haar gezicht brengt. Aan de rechterkant zijn de traditionele os en ezel en Jozef te zien. Linksboven zweeft een wolk met een groep engelen in allerlei houdingen. Dit doet denken aan de schilderingen op de koepel van de kathedraal van Parma, uitgevoerd in dezelfde jaren. Vasari schreef hierover: "Er zingt een engelenkoor boven de stal, die zo goed gemaakt zijn dat het lijkt alsof ze uit de lucht zijn gevallen in plaats van door de hand van een schilder te zijn gemaakt."

## Afbeeldingen

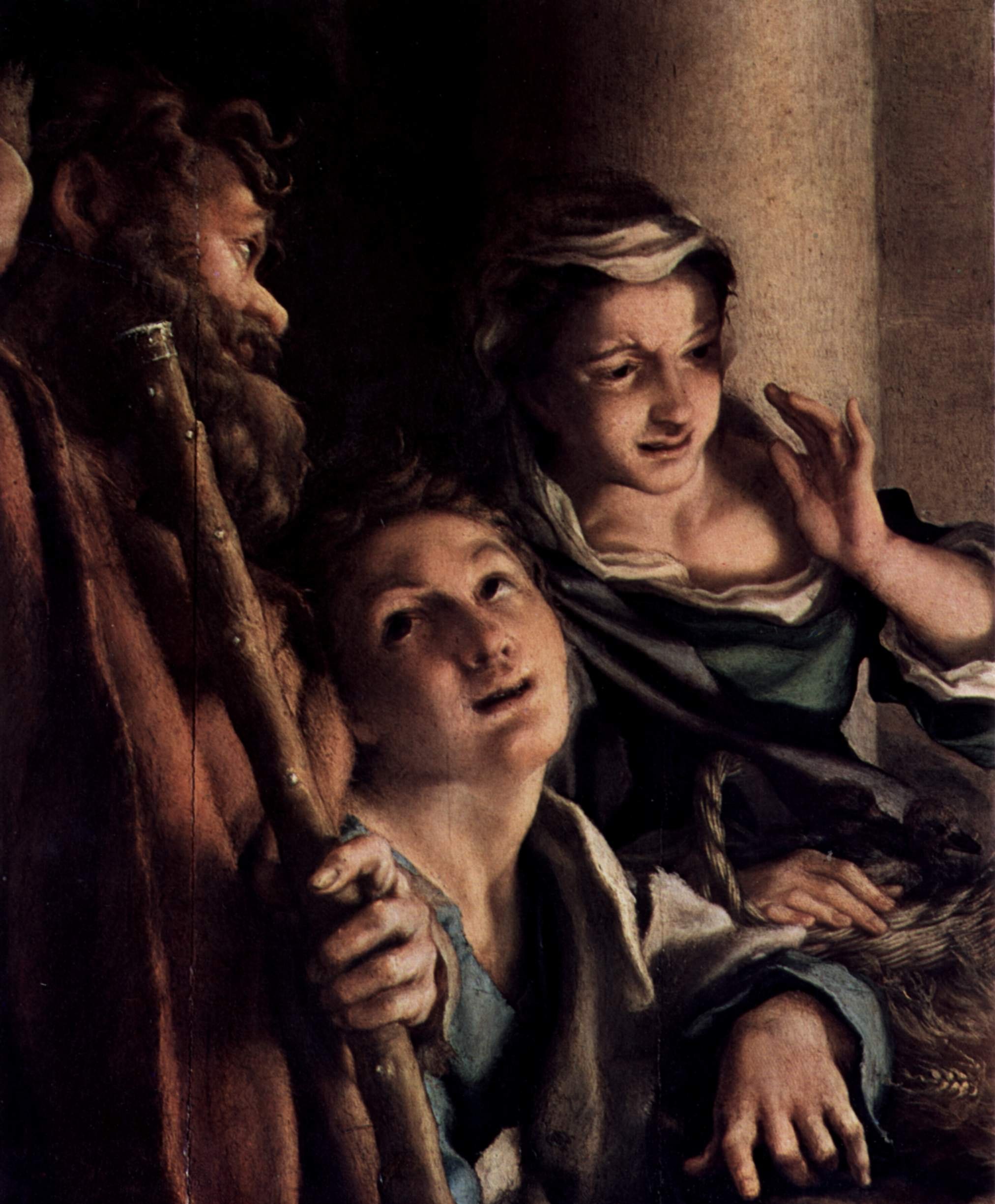
Detail
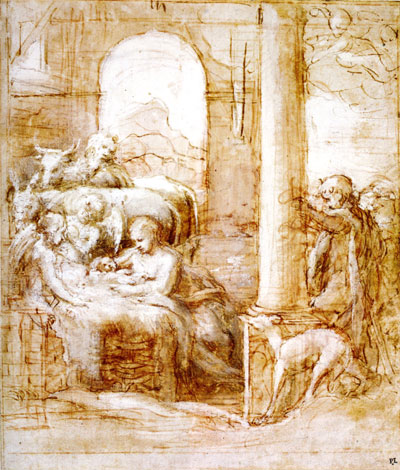
Voorbereidende schets
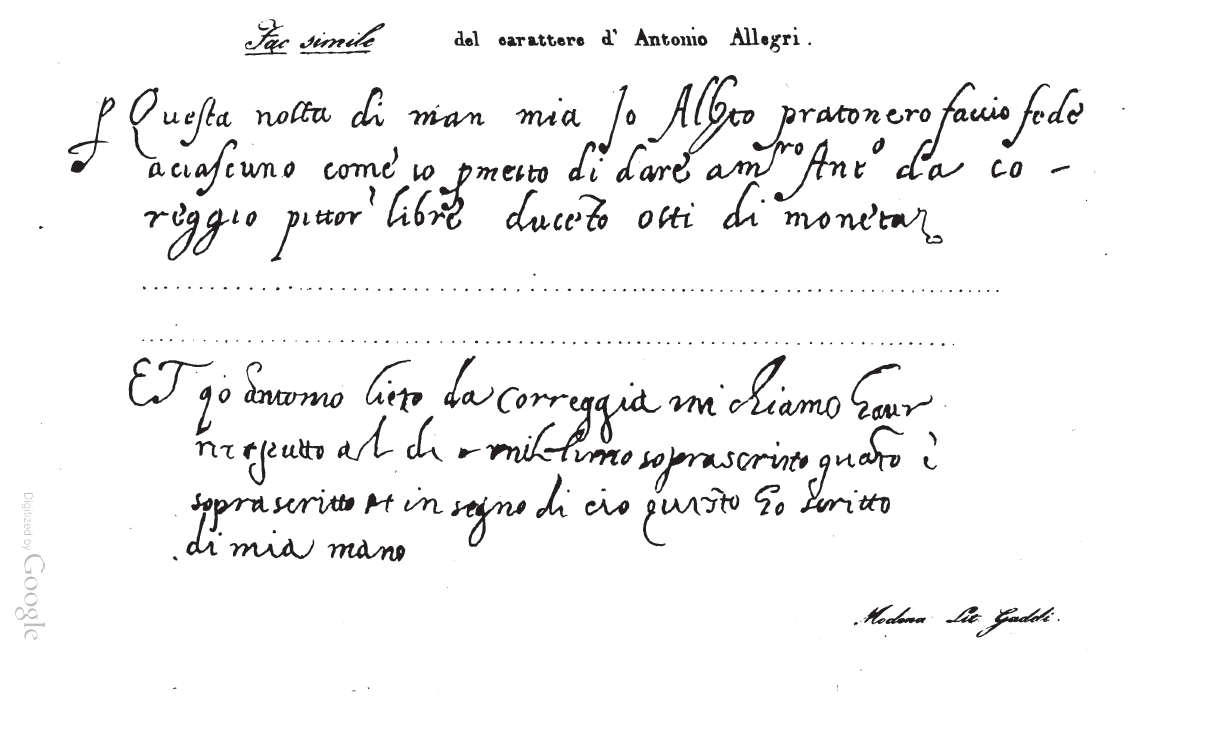
Facsimile van de opdracht voor het schilderij
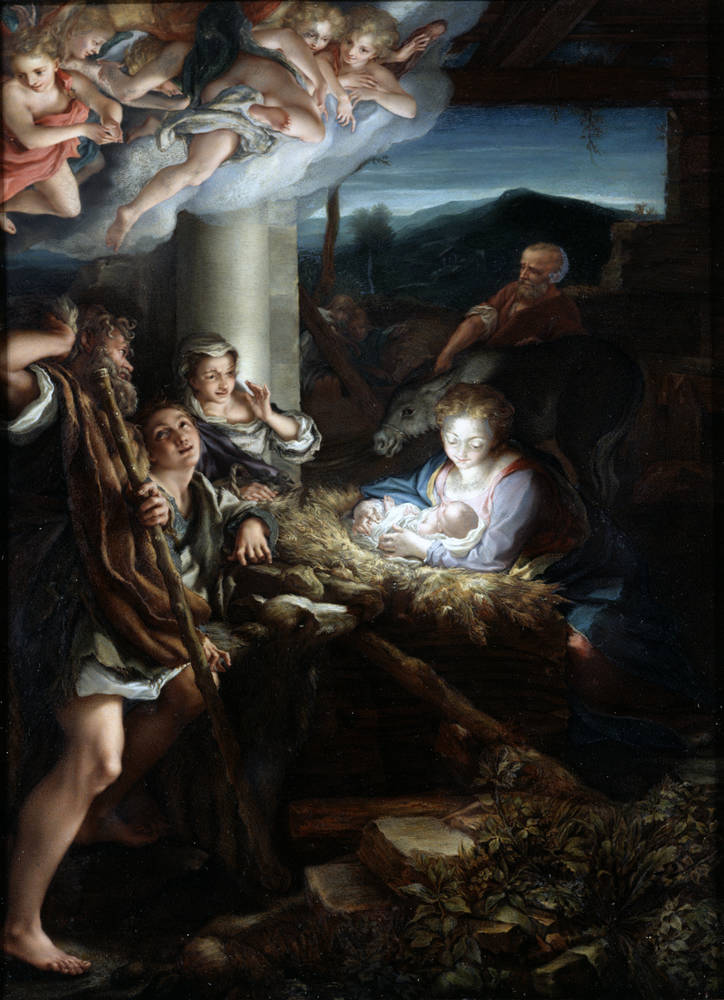
Kopie van Therese Concordia Mengs